# Aussie Aussie Aussie, Oi Oi Oi

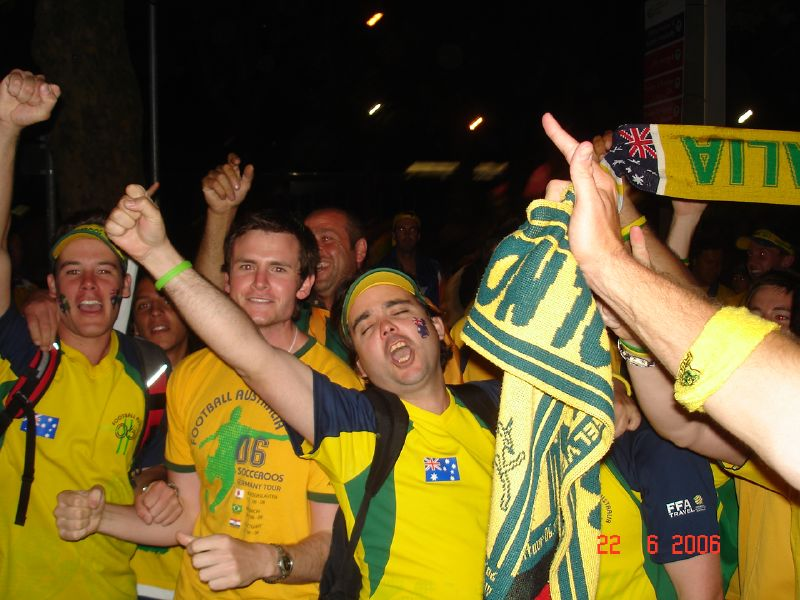
Australští fanoušci na mistrovství světa ve fotbale 2006

Aussie Aussie Aussie, Oi Oi Oi! (též psáno Ozzie a oy nebo v češtině oj, výslovnost: [ˈɔziː ˈɔziː ˈɔziː ˈɔj ˈɔj ˈɔj]) je pokřik fanoušků, často se objevující k podpoře australských sportovců. Ve světě ho zpopularizovalo užívání při letních olympijských hrách v Sydney v roce 2000.

## Užití
Publikum na stadionu ho předvádí buď společně, anebo jako odpověď na výzvy jednotlivce, jak to zaznamenala při olympijských hrách v Sydney reportérka CNN:
Muž: Aussie, Aussie, Aussie!
Všichni: Oi, oi, oi!
Muž: Aussie, Aussie, Aussie!
Všichni: Oi, oi, oi!
Muž: Aussie!
Všichni: Oi!
Muž: Aussie!
Všichni: Oi!
Muž (rychleji): Aussie, Aussie, Aussie!
Všichni (ve stejném tempu): Oi, oi, oi!
V průběhu olympijských her v Sydney byl běžně slyšet i v ulicích města či v dopravních prostředcích. Při slavnostním zakončení her vyvolal tento pokřik u diváků při svém závěrečném proslovu i tehdejší předseda Mezinárodního olympijského výboru Juan Antonio Samaranch.
Slovo Aussie v pokřiku je obecným označením pro Australana, které ale v některých konotacích může být i hanlivé.
V roce 2004 byl pokřik zaregistrován manželským párem z Melbourne jako obchodní značka, aby ho nemohly využívat zahraniční obchodní společnosti.

## Původ a výklad
Podobný pokřik Oggie Oggie Oggie (vysl. [ˈɔdʒiː]) používaly dříve často fotbaloví fanoušci ve Spojeném království. Předpokládá se, že pochází z Cornwallu nebo Skotska, kde ho měly užívat ženy horníků, volající muže k jídlu (slovo „oggie“ znamená druh pečiva).
Do Melbourne tento pokřik měl přinést Angličan Ron Knox, který tam v 60. letech 20. století hrál ragby. Někdy je ale odvození australského pokřiku od anglického zpochybňováno.
Podle Stephena Alomese z Deakin University pokřik vyjadřuje „nadšení pro kmen“ a „oslavu ‚nás‘“, ale v extrémních případech může být i symbolem xenofobie.